# Regione di Namangan
La regione di Namangan (in usbeco: Namangan viloyati) è una regione (viloyat) dell'Uzbekistan, situata nella parte orientale del paese, ai confini con il Kirghizistan, sulla riva destra del Syr Darya. Capoluogo è l'omonima città di Namangan.

## Geografia antropica

### Suddivisioni amministrative
La regione è suddivisa in 11 distretti (tuman):

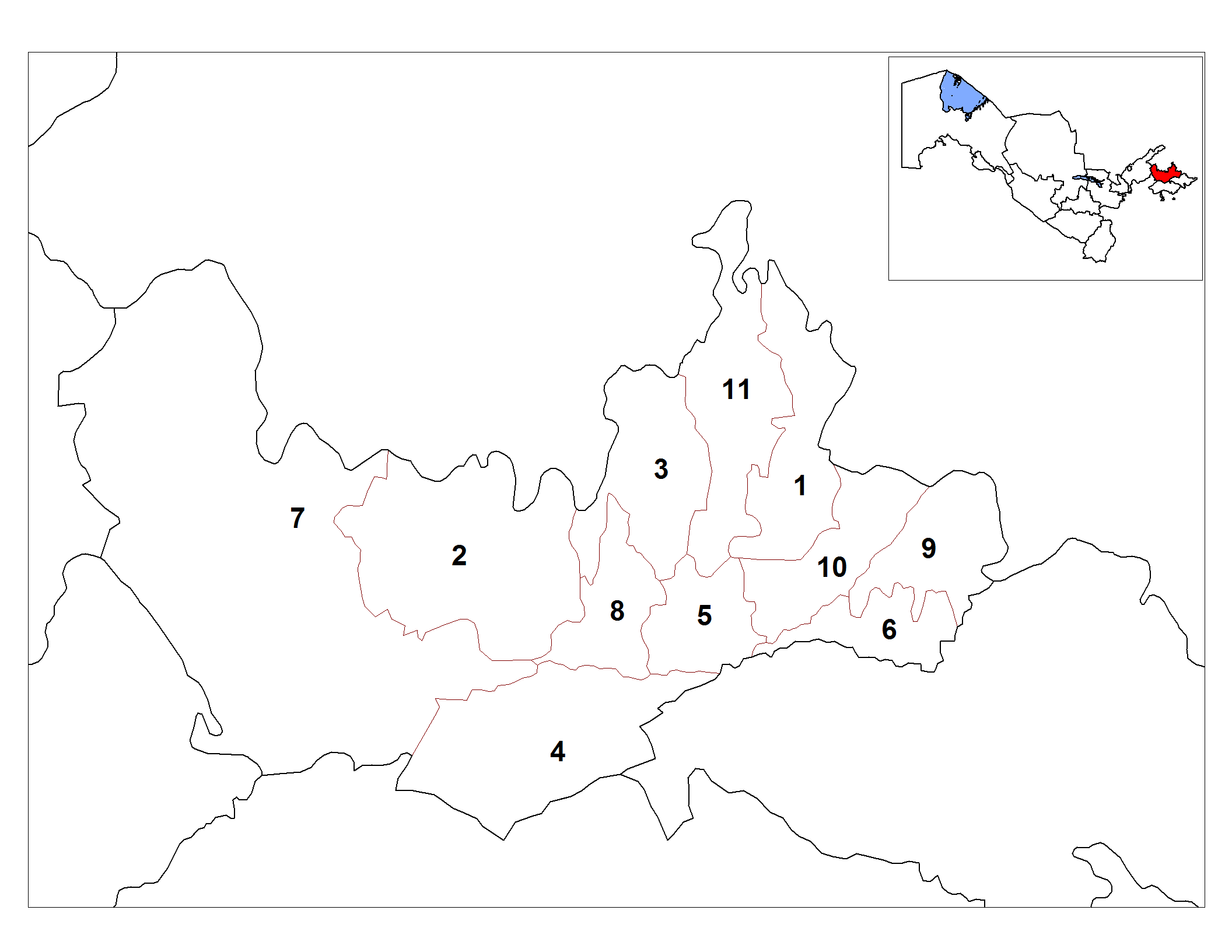
Distretti di Namangan

|    | Nome del distretto       | Capoluogo   |
| -- | ------------------------ | ----------- |
| 1  | Distretto di Chartaq     | Chartaq     |
| 2  | Distretto di Chust       | Chust       |
| 3  | Distretto di Kosonsoy    | Kosonsoy    |
| 4  | Distretto di Mingbulaq   | Jumashuy    |
| 5  | Distretto di Namangan    | Tashbulak   |
| 6  | Distretto di Norin       | Khakkulabad |
| 7  | Distretto di Pop         | Pop         |
| 8  | Distretto di Turakurgan  | Turakurgan  |
| 9  | Distretto di Uchkurgan   | Uchkurgan   |
| 10 | Distretto di Uychi       | Uychi       |
| 11 | Distretto di Yangikurgan | Yangikurgan |